# Telun
Telun is een bestuurslaag in het regentschap Merangin van de provincie Jambi, Indonesië. Telun telt 703 inwoners (volkstelling 2010).